# Logar-Tal
Das Logar-Tal (slowenisch: Logarska dolina oder Logarjeva dolina) ist ein Tal in den Steiner Alpen auf dem Gebiet der Gemeinde Solčava im Norden Sloweniens. Es gehört zu der Region Oberes Savinja-Tal.

## Geschichte
Der slowenische Name für das Tal ist relativ neu geprägt und leitet sich von der Logar-Farm ab, die wiederum von log (wörtlich „sumpfige Wiese“) abgeleitet ist.

## Landschaftsschutzpark
Im Jahr 1987 erhielt das Tal den Schutzstatus als Landschaftsschutzpark (offizielle Bezeichnung: Logarska dolina Krajinski park)  mit einer Fläche von 24,31 Quadratkilometern.

## Geographie
Das Logar-Tal ist ein typisches U-förmiges Urstromtal. Es ist in drei Teile gegliedert. Der untere Teil heißt Log, der mittlere Teil Plest oder Plestje (ein überwiegend bewaldetes Gebiet) und der obere Teil Kot (wörtlich „Kar“) oder Ogradec (ein bewaldetes Gebiet mit Geröllhalden).
Das Tal endet an einer Felswand unterhalb des Okrešelj-Kars, in dem der Quellbach der Savinja in 1.280 m Höhe einer eiskalten Quelle entspringt, zum 90 m hohen Rinka-Wasserfall fließt und über diesen in das Logar-Tal stürzt.

## Gipfel
Das Tal ist umgeben von den Gipfeln Strelovec (1763 m), Krofička (2083 m), Ojstrica (2350 m), Lučka baba (2244 m), Planjava (2394 m), Brana (2252 m) und Turska gora (2251 m), Mrzla gora (2203 m).

## Sehenswürdigkeiten und Aktivitäten
- Rinka-Wasserfall
- Landschaftsschutzpark Robanov kot